# Martin Tetsuo Hiraga
Martin Tetsuo Hiraga (jap. マルチノ 平賀 徹夫 Maruchino Hiraga Tetsuo; ur. 20 stycznia 1945 w Hanamaki) – japoński duchowny rzymskokatolicki, w latach 2006-2020 biskup diecezjalny Sendai. 

## Życiorys
Święcenia kapłańskie przyjął 16 września 1974 w diecezji Sendai. Był m.in. kanclerzem kurii diecezjalnej, dyrektorem dziennika japońskiej Konferencji Episkopatu oraz członkiem diecezjalnej komisji duszpasterskiej. W 2004 został administratorem diecezji.
10 grudnia 2005 papież Benedykt XVI mianował go ordynariuszem tej diecezji. Sakry udzielił mu 4 marca 2006 arcybiskup metropolita Tokio Peter Takeo Okada. 18 marca 2020 przeszedł na emeryturę.